# Puccinia gladioli
Puccinia gladioli ist eine Ständerpilzart aus der Ordnung der Rostpilze (Pucciniales). Der Pilz ist ein Endoparasit verschiedener Feldsalate und Gladiolen. Symptome des Befalls durch die Art sind Rostflecken auf den Blättern der Wirtspflanzen. Das Verbreitungsgebiet umfasst den Mittelmeerraum, die Britischen Inseln und Madagaskar.

## Merkmale

### Makroskopische Merkmale
Puccinia gladioli ist mit bloßem Auge nur anhand der auf der Oberfläche des Wirtes hervortretenden Sporenlager zu erkennen. Sie wachsen in Nestern, die als schwarze Flecken auf den Blattoberflächen erscheinen.

### Mikroskopische Merkmale
Das Myzel von Puccinia gladioli wächst wie bei allen Puccinia-Arten interzellulär und bildet Saugfäden, die in das Speichergewebe des Wirtes wachsen. Die Art verfügt über Pyknien, die meist auf der Blattunterseite wachsen. Die Aecien sind becherförmig und 250–350 µm breit. Sie besitzen kugelige bis ellipsoide Aecidiosporen von 17–24 × 13–18 µm, die hyalin und fein warzig sind. Uredien sind nicht vorhanden. Die Telien der Art sind rundlich oder länglich. Die Teleutosporen sind ein- bis zweizellig, länglich bis lang keulenförmig und 34–48 × 12–22 µm groß; ihre Stiele sind farblos und etwa so lang wie sie selbst.

## Verbreitung
Das Artareal von Puccinia gladioli umfasst den Mittelmeerraum. Nach Großbritannien und Madagaskar wurde die Art verschleppt.

## Ökologie
Die Wirtspflanzen von Puccinia gladioli sind Feldsalate (Valerianella spp.) für die Aecidien und Pyknien sowie Gladiolen (Gladiolus spp.) für die Telien. Der Pilz ernährt sich von den im Speichergewebe der Pflanzen vorhandenen Nährstoffen, seine Sporenlager brechen später durch die Blattoberfläche und setzen Sporen frei. Die Art verfügt über einen Entwicklungszyklus mit Pyknien, Telien und Aecidien.